# Carta Europeană a Autonomiei Locale

State-părți a Cartei

Carta Europeană a Autonomiei Locale a fost adoptată sub auspiciile Congresului Consiliului Europei (a nu se confunda cu Consiliul Uniunii Europene) și a fost deschisă pentru semnare de către statele membre ale Consiliului Europei la 15 octombrie 1985. Toate statele membre ale Consiliului Europei sunt părți semnatare ale Cartei. Noile state membre ale Consiliului Europei sunt de așteptat să ratifice Carta în cel mai scurt timp.
Carta obligă ratificare statelor membre spre garantarea independenței politice, administrativă și financiară a autorităților locale. Aceasta prevede că principiul autonomiei locale trebuie să fie recunoscut în legislația internă și, dacă este posibil, în constituție. Autoritățile locale trebuie să fie alese prin vot universal, fiind cel mai veche instrument juridic de a stabili principiul subsidiarității.

## Legături externe
- Full text of the European Charter of Local Self-Government[nefuncțională – arhivă]
- Table of signatures and ratifications Arhivat în 30 martie 2012, la Wayback Machine.
- Explanatory Report Arhivat în 7 iulie 2011, la Wayback Machine.
- Official website of the Congress of the Council of Europe